# Steeler
Steeler es una banda de heavy metal estadounidense (no confundir con otra banda llamada Steeler, originaria de Alemania).

## Carrera
Yngwie Malmsteen participó en el disco debut de Steeler en 1983. Ron Keel, líder de la banda de glam Keel era el cantante del proyecto, Rik Fox el bajista y Mark Edwards el baterista. Steeler continuó su carrera posteriormente sin Yngwie Malmsteen (quien tuvo gran éxito en Alcatrazz y como solista).

## Discografía

### Estudio
- 1983 – Steeler
- 2005 – Metal Generation: The Steeler Anthology

### Sencillos
- 1983 - Cold Day in Hell